# Krystyna Fabisiak
Krystyna Fabisiak (ur. 11 lutego 1924 w Lemanach, zm. 1 października 2009) – hafciarka z Puszczy Białej.

## Życiorys
Wychowywała się w przybranej rodzinie chłopskiej Przybyszów. Była jedynaczką. Uzyskała wykształcenie niepełne średnie ogólnokształcące.
Hafciarstwa nauczyła się od matki oraz sąsiadek. Po II wojnie światowej straciła dom, a jej pierwszy mąż Stefan Nowociński nie wrócił z obozu w Sztutowie, gdzie zginął 31 marca 1945. Po raz drugi wyszła za Tadeusza Fabisiaka (zm. 1996). Mieli dzieci: Halinę, Danutę, Witolda, Dorotę, Pawła.
Należała do Spółdzielni „Twórczość Kurpiowska” w Pułtusku i Spółdzielni „Kanon”. Wykonywała białe lub czerwone hafty na płótnie podkreślane czarną nicią. Haftowała elementy stroju kurpiowskiego oraz obrusy i serwety. Poza tym wykonywała pisanki (tzw. oklejanki) i pająki. Jej prace wyróżniały się tradycyjnym wzornictwem, wysokimi jakością i walorami estetycznym.
W latach 1974–1991 brała udział w licznych prezentacjach, pokazach sztuki ludowej i jarmarkach (Gdynia, Kraków, Poznań, Węgorzewo, Ostrołęka, Lublin, Pułtusk, Wyszków) oraz Cepeliadach. W 1988 w Domu Sztuki Ludowej w Warszawie pokazano wystawę jej prac „Puszcza Biała – Krystyna Fabisiak”. Od 1985 uczestniczyła w kiermaszach i warsztatach etnograficznych organizowanych w Państwowym Muzeum Etnograficznym w Warszawie oraz w programach edukacji regionalnej realizowanych w szkołach i ośrodkach kultury. Była wielokrotnie nagradzana w konkursach i na wystawach sztuki ludowej w Ostrołęce, Lublinie, Pułtusku, Wyszkowie, Warszawie.
Została pochowana na cmentarzu parafialnym w Pniewie.

## Nagrody i odznaczenia
W 1999 dostała Nagrodę im. Oskara Kolberga. Została odznaczona Złotym Krzyżem Zasługi oraz Krzyżem Kawalerskim Orderu Odrodzenia Polski.

## Upamiętnienie
Jest jedną z bohaterek wystawy czasowej „Harciarka ręczna” dostępnej między 10 czerwca a 18 września 2022 w Muzeum Kultury Kurpiowskiej w Ostrołęce.